# Terebol
Terebol (ryska: Тереболь) är ett vattendrag i Belarus.   Det ligger i voblasten Mahiljoŭs voblast, i den centrala delen av landet, 120 km öster om huvudstaden Minsk.
Omgivningarna runt Terebol är en mosaik av jordbruksmark och naturlig växtlighet. Runt Terebol är det glesbefolkat, med 12 invånare per kvadratkilometer.